# Резорцин
Резорцин (м-дигідроксибензен) — двохатомний фенол з хімічною формулою C6H4(OH)2. Є білою твердою речовиною зі слабким запахом.

## Отримання
Резорцин одержують реакцією лужного сплавлення м-бензендисульфонової кислоти:
Перша сульфогрупа заміщується при температурі, яка нижче за 300 °С, а друга — при температурі 330-340 °С.
Також отримують окисненням м-диізопропілбензену. Останній отримують ізомеризацією п-диізопроілбензену:
Ще один спосіб отримання — гідроліз м-діамінобензену. Реакція протікає при 200 °С у присутності розведеної сульфатної або фосфоатної кислоти:
{\displaystyle {\ce {C_{6}H_{4}(NH_{2})_{2}->[{H^{+},\ 200^{o}C}][{-2NH_{3}}]C_{6}H_{4}(OH)_{2}}}}

## Хімічні властивості

### Кислотність
Як і інші двоатомні феноли, резорцин є слабкою двоосновною кислотою, pK1 дорівнює 9,3. При додаванні розчину хлориду заліза(III) з'являється темне фіолетове забарвлення, яке зникає у лужному середовищі.

### Електрофільне заміщення
Через узгоджену орієнтацію, реакції електрофільного заміщення проходять дуже легко. Заміщуються атоми гідрогену, які знаходяться у положеннях 2,4 та 6. При повному нітруванні, наприклад, утворюється стифнінова кислота:
При нагріванні з крижаною оцтовою кислотою у присутності хлориду цинку утворюється діоксиацетофенон:
Може також карбоксилюватися гідрокарбонатом калію з утворенням 2,4-дигідроксибензойної кислоти (точніше, її калієвої солі):

### Кето-енольна таутомерія
Оскільки при збільшенні кількості гідроксильних груп ароматичність зменшується, резорцин здатен до кето-енольної таутомерії більше, ніж фенол.

### Окиснення та відновлення
При гідруванні у лужному середовищі утворюється циклогекса-1,3-діон. Спочатку він переходить у кетонну форму, а далі гідрується:

### Алкілювання
Дуже легко алкілюється. При взаємодії з диметилсульфатом, наприклад, утворюється диметиловий етер резорцину:

### Утворення флуоресцеїну
При сплавленні з фталевим ангідридом у присутності хлориду цинку утворюється флуоресцеїн:

## Токсичність
Нанесення розчину резорцину на шкіру може спричинити свербіж, почервоніння, дерматит. Резорцин також може подразнювати шкіру, горло, очі та верхні дихальні шляхи. Викликає утворення метгемоглобіну в крові.

### Дослідження на щурах
Підшкірне введення 154 мг/кг резорцину порушує роботу щитоподібної залози. Щоденні дози 65 мг/кг збільшують масу печінки. 520 мг/кг 5 днів на тиждень 13 тижнів — доза, від якої більшість щурів загинули.

## Застосування

### Медицина
Фармакологічна група D08A — антисептичні та дезінфікуючі препарати. Чинить антисептичну, кератолітичну, фунгіцидну дії. Застосувують при екземі, себореї, вугревих висипах, грибкових захворюваннях шкіри (дерматомікозах), отиті.